# Liste des cathédrales du Bénin
Cet article recense les cathédrales du Bénin.

## Liste
À l’Église catholique romaine se rattachent :
- la cathédrale Saints-Pierre-et-Paul d’Abomey ;
- la cathédrale Notre-Dame-de-Miséricorde de Cotonou ;
- la cathédrale Notre-Dame-de-Fourvière de Dassa-Zoumè ;
- la cathédrale du Sacré-Cœur de Djougou ;
- la cathédrale Notre-Dame-du-Mont-Carmel de Kandi ;
- la cathédrale Saint-Pierre-Claver de Lokossa ;
- la cathédrale Saint-Marc-l’Évangéliste de N’Dali ;
- les deux cathédrales Notre-Dame-de-l’Immaculée-Conception de Natitingou, l’ancienne et la nouvelle ;
- la cathédrale Saints-Pierre-et-Paul de Parakou ;
- la cathédrale Notre-Dame-de-l’Immaculée-Conception de Porto-Novo.